# Typhlosyrinx
Typhlosyrinx is een geslacht van weekdieren uit de klasse van de Gastropoda (slakken).

## Soorten
- Typhlosyrinx neocaledoniensis Bouchet & Sysoev, 2001
- Typhlosyrinx panamica Bouchet & Sysoev, 2001
- Typhlosyrinx praecipua (E. A. Smith, 1899)
- Typhlosyrinx supracostata (Schepman, 1913)
- Typhlosyrinx vepallida (Martens, 1902)